# Takatsugu Muramatsu
Takatsugu Muramatsu - 崇継 (2 de julio de 1978, Hamamatsu, Shizuoka) es un compositor japonés, ganador del Premio de la Academia Japonesa a la Mejor Banda Sonora. 
Ha compuesto, entre otras, la banda sonora de las películas Climber's High (2008), El recuerdo de Marnie (2014), 64: Part I (2016) o Mary y la flor de la bruja (2017).
También ha colaborado con Robert Prizeman en la composición de algunos temas del grupo Libera, como el éxito "Far Away", o "You Were There" (tema principal de la película Nobody to Watch Over Me, incluido en el álbum Eternal: The Best of Libera).

## Carrera
Se graduó en la Kunitachi College, habiendo debutado ya antes con un solo para piano titulado "The Window". Desde entonces, ha lanzado varios álbumes de composiciones para piano: Tokyo, Spiritual of The Mind, Piano Sings y Lovely Notes of Life.
Empezó a componer música para bandas sonoras desde pronto. Así, en su último año de estudios, puso música al largometraje Inugami (2001), y un año después, a The Choice of Hercules (2002). En 2004, se convirtió en el director musical más joven de la cadena japonesa de televisión NHK, poniendo música a la serie de TV Tenka. Posteriormente, ha compuesto música para numerosas películas de cine y TV y para diversas series.
Además, ha compuesto para dos musicales: Song & Dance, de la compañía de teatro Shiki Theatre Company, y Cabaret, musical japonés interpretado en Broadway. También compuso la música para el espectáculo de fuegos artificiales Hanabi in Huis Ten Bosh en Huis Ten Bosh, un parque temático de Nagasaki, y ha dirigido la música para la Exposición Universal de Jardín y Horticultura del Museo Industrial "E~RA" (Shizuoka). 
Ha compuesto el tema "Far away" para el grupo vocal londinense Libera, canción que alcanzó un éxito enorme como tema de la serie Hyouheki de NHK, y cuyo lanzamiento mundial se convirtió en un «hot topic». También ha colaborado con Libera en otras composiciones como "You Were There", para la película Nobody to Watch Over Me, ganadora de un premio en el Festival de Montreal.
Además de Libera, ha compuesto y producido para otros artistas de muy diversos estilos musicales centrados en la música clásica, y ha interpretado junto con artistas como Shinichi Mori, Rimi Natsukawa, Celtic Woman, Russel Watson, Hayley Westenra o Katherine Jenkins.

## Discografía

### Álbumes
- Tokyo (1999)[9]
- Brew. Healing Garden (2001)[10]
- Spiritual of The Mind (2004)[11]
- Piano Sings (2009)[12]
- Lovely Notes of Life (2011)[13]
- Aoki Umibe no Katharsis (2018) (Starting Over: EP)[14]

### Bandas sonoras
- Nota: en "Otros datos", cuando no se especifica, la banda sonora (BS) aparece acreditada únicamente a Muramatsu.

| Película / Año                                    | Director                                 | País                   | Género                      | Otros datos                |
| ------------------------------------------------- | ---------------------------------------- | ---------------------- | --------------------------- | -------------------------- |
| Inugami (2001)                                    | Masato Harada                            | Japón                  | Drama, thriller, fantasía   |                            |
| Tenka (2004)                                      | Hiroshi Kashi                            | Japón                  | Drama (serie de TV)         | Episodio #1.1              |
| Jiyû ren'ai (2005)                                | Masato Harada                            | Japón                  | Drama                       |                            |
| Yûnagi no machi sakura no kuni (2007)             | Kiyoshi Sasabe                           | Japón                  | Drama                       |                            |
| Orion-za kara no shôtaijô (2007)                  | Kenki Saegusa                            | Japón                  | Drama                       |                            |
| Môryô no hako (2007)                              | Masato Harada                            | Japón                  | Drama, thriller, cine negro |                            |
| Kansa hôjin (2008)                                | Kazuki Watanabe                          | Japón                  | Drama (serie de TV)         |                            |
| Kuraimâzu hai (2008)                              | Masato Harada                            | Japón                  | Drama                       |                            |
| Dare mo mamotte kurenai (2008)                    | Ryôichi Kimizuka                         | Japón                  | Drama                       |                            |
| Dandan (2008)                                     | Kyôko Moriwaki                           | Japón                  | Drama (serie de TV)         | 150 episodios, 2008-2009   |
| Shôkôjo Seira (2009)                              | Frances Hodgson Burnett, Yoshikazu Okada | Japón                  | Drama (serie de TV)         | 10 episodios, 2009         |
| Osaka Love & Soul: kono kuni de ikiru koto (2010) | Mojiri Adachi                            | Japón                  | Drama (TV)                  |                            |
| Madonna verude: Musume no tame ni umu koto (2011) | Takeru Kaido, Yuko Miyamura              | Japón                  | Drama (serie de TV)         | Episodio #1.1              |
| BBoy in a Dream                                   | Takako Imai                              | Canadá, Japón, EE. UU. | Documental                  | - BS: VVAA - Posproducción |

### Colaboraciones en álbumes
- Tales from Earthsea (2006), dirección e interpretación al piano en varios temas.[29]
- Spiritual Songs (2013), pista 6: «Oath».[30]
- Masamicz Amano: Ten rai mu bou (2015), pista 12: «Far Away».[31]
- The World Of Studio Ghibli (2017, edición en vinilo), varios autores.[32]